# Paedobisium moldavicum
Paedobisium moldavicum är en spindeldjursart som beskrevs av Cîrdei, Bulimar och Malcoci 1967. Paedobisium moldavicum ingår i släktet Paedobisium och familjen helplåtklokrypare. Inga underarter finns listade i Catalogue of Life.